# Roman Kirsch
Pour les articles homonymes, voir Kirsch (homonymie).
Roman Kirsch est un entrepreneur allemand, fondateur et PDG de Lesara en 2013,. 
En janvier 2016, le magazine américain Forbes a répertorié Kirsch dans la liste « 30 under 30 Europe ».

## Biographie
Roman Kirsch est titulaire d'un diplôme de l'école de commerce allemande WHU-Otto Beisheim School of Management. Il possède également un master en Finance, Comptabilité et Gestion de la London School of Economics. Il a également étudié à l’université du Sud de la Californie ainsi qu’à l'Indian Institute of Management de Bangalore.

### Carrière
Roman Kirsch a fondé sa première entreprise (un magasin de souvenirs à Hambourg) en 2002 à seulement 15 ans. Il a travaillé pour Bang & Olufsen, JPMorgan et Goldman Sachs comme stagiaire[réf. nécessaire]. 
En 2011, il a fondé Casacanda, une entreprise de meubles acquise par Fab.com en février 2012,,. Il a passé un an en tant que PDG de Fab Europe.
En 2013, aux côtés de Matthias Wilrich et Robin Müller, il fonde à Berlin le site de vente en ligne Lesara où il siège toujours comme PDG de la société,,,.
Kirsch est un « business angel » qui investit dans des compagnies telles que Carprice, Amorelie, Todaytickets et Fittea,.
En janvier 2016, le magazine américain Forbes a répertorié Roman Kirsch dans la liste « 30 under 30 Europe » pour le commerce de détail et le commerce en ligne. Il est aussi un « Global Shaper » pour le forum économique mondial de Davos.